# Менкес, Зигмунд
Зигмунд Менкес (нем. Zygmunt Joseph Menkes, фр. Sigmund Joseph Menkès; 1896, Лемберг  — 1986, Нью-Йорк) — французский и американский художник.

## Биография
Родился в еврейской семье, в Лемберге (ныне Львов), в 1896 году. Учился во Львовском институте искусств, Академии изобразительного искусства в Кракове (1918—1922 годы), затем в Берлине у А.Архипенко.
В 1919—1923 годах выставлялся во Львове, участник художественных объединений. С 1923 года жил в Париже. Участник выставок Салона Независимых, Осеннего салона, Салона Тюильри в Париже. Вместе с Альфредом Абердамом, Иоахимом Вейнгартом и Леоном Вайсбергом создал Группу четырёх (Le Groupe des Quatre). Художественные формы, представленные этой группой, были частью экспрессионистского движения Парижской школы. Группа просуществовала до 1925 года, вместе они экспонировались в 1925 году в галерее Au Sacre du Printemps.
В 1935 году эмигрировал из Франции в США, жил в Нью-Йорке.
В 1942—1943 годах — президент Федерации современных художников и скульпторов (США).
Участник Corcoran Gallery Biennials (1939—1957; золотая медаль), выставок в Пенсильванской академии изящных искусств в Филадельфии (1941—1966; золотая медаль). Лауреат премии имени Эндрю Карнеги Нью-Йоркской Национальной академии дизайна (1955) и премии фонда Альфреда Юржиковского (1967). 

## Труды
Работы художника выставлялись в Институте Карнеги в Питтсбурге, Университете Небраски, Кливлендском музее искусств в Огайо, Американском университете в Вашингтоне, Университете Айовы, Ассоциации американских художников, Институте искусства в Чикаго, Национальном институте искусств и литературы, Польском институте наук и искусств, Музее искусства Метрополитен, Музее Уитни американского искусства, галереях.